# Eufemia de Orense
Santa Eufemia de Orense, conocida simplemente como Santa Eufemia (119 o 120-10 de julio de 138 o anterior), es una santa que murió martirizada en tiempos del emperador Adriano. Debido a la escasez y origen dudoso de los datos hagiográficos, Santa Eufemia no figura entre los santos oficiales que aparecen en el martirologio, siendo en ocasiones confundida con Santa Eufemia de Calcedonia.La Iglesia católica conmemora su festividad el 16 de septiembre.

## Hagiografía
Según el obispo Juan Muñoz de la Cueva, Eufemia, nacida supuestamente en Bayona o Braga en el año 119 o 120, fue una de las nueve hijas que Calsia, esposa del entonces gobernador romano de Gallaecia y Lusitania Lucio Castelio Severo, dio a luz en un único parto. Asustada por el múltiple alumbramiento y temiendo ser repudiada por infidelidad, Calsia decidió deshacerse de las niñas, por lo que encomendó a su servidora Sila ahogarlas en secreto en el río Este (según otras fuentes el río Miñor). Sila, quien era cristiana, optó por dejar a las recién nacidas en casa de varias familias conocidas, quienes las educaron en la fe católica, siendo todas ellas bautizadas por San Ovidio, obispo de Braga. Tras comparecer años después ante su propio padre acusadas de ser cristianas y sabiendo este que eran sus hijas, Eufemia y sus hermanas (Librada, Marina, Victoria, Germana, Quiteria, Marciana, Genibera y Basilia) rechazaron su oferta de vivir rodeadas de lujos y comodidades a cambio de renegar de Cristo. Lucio tomó la decisión de encarcelarlas con el fin de atemorizarlas, si bien las hermanas lograron escapar, viéndose obligadas a huir a diferentes lugares y siendo finalmente todas ellas martirizadas. Otra versión afirma, no obstante, que Lucio descubrió su partenidad durante el proceso tras advertir el parecido de las hermanas con su esposa Calsia, quien terminaría por confesar la verdad, concediendo el gobernador a sus hijas un día de plazo para elegir entre renunciar al cristianismo o morir (habiéndolas amenazado anteriormente con el suplicio), momento en que todas ellas huyeron.
De acuerdo con la tradición, Eufemia evangelizó en el área de O Xurés, en A Baixa Limia, a consecuencia de lo cual sufrió martirio, siendo enterrada en el lugar actualmente conocido con el nombre de Sierra de Santa Eufemia tras haber sido arrojada por los precipicios del norte de la zona, cerca de la antigua ciudad romana de Obróbiga, actual San Salvador de Manín (Lobios). Según unas placas del siglo xv ubicadas en la Catedral de Orense, Eufemia habría sido sometida al tormento de la rueda, aunque lo más probable es que este hecho haya sido tomado de la hagiografía de Santa Eufemia de Calcedonia.

## Reliquias

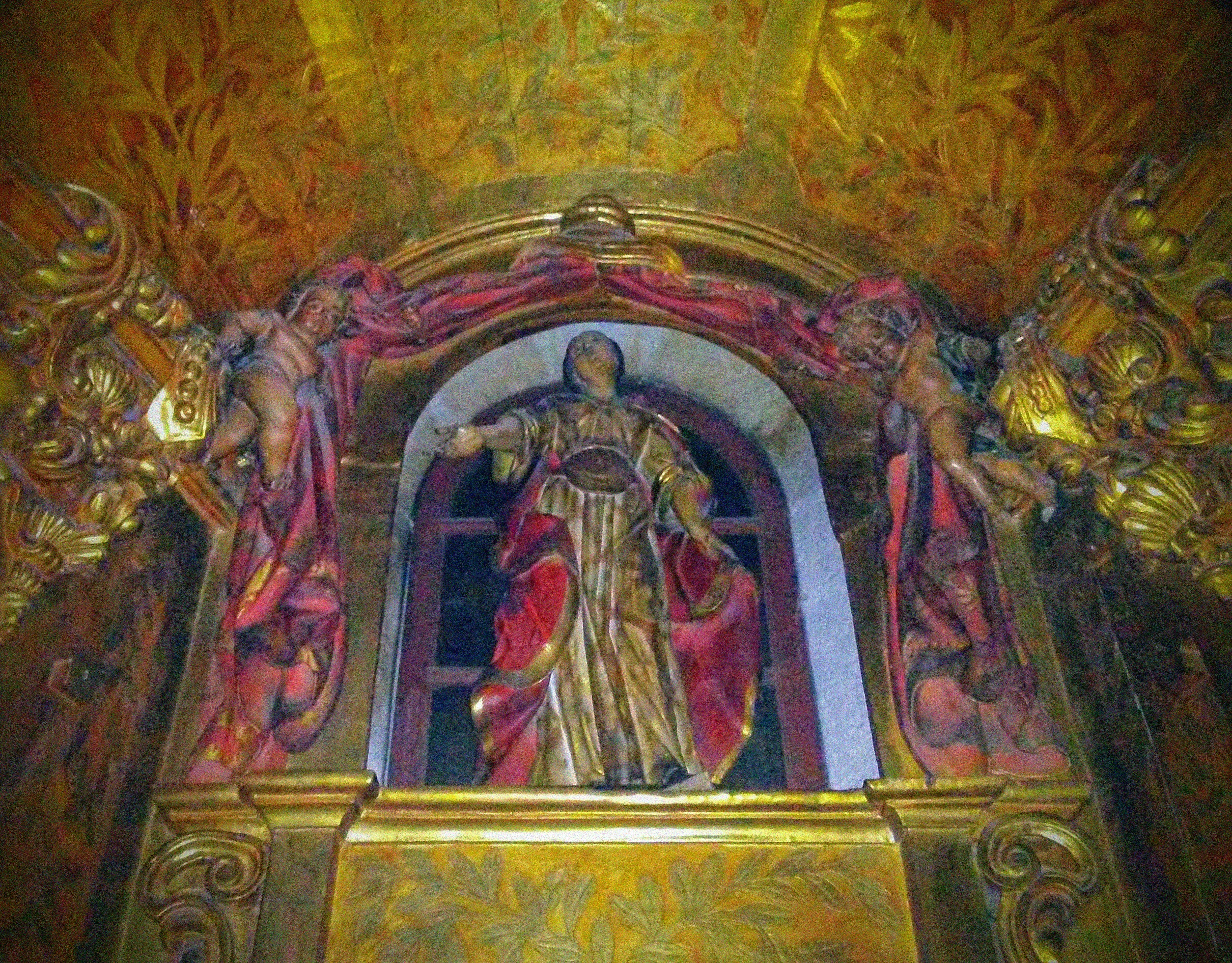
Altar de Santa Eufemia en la Catedral de Orense. Sus reliquias se custodian en la urna situada detrás de la estatua.

Siglos después de su muerte, en el año 1060 (según algunas fuentes en el 1090), una pastora que se encontraba guardando las ovejas de su padre descubrió en Campelo, zona perteneciente a Manín, una tumba de la que salía una mano la cual portaba un anillo de oro en uno de sus dedos. La mujer lo tomó y, a consecuencia de ello, perdió el habla, recobrándolo solo tras devolver la joya a la mano del cadáver en compañía de su padre, a quien había acudido en busca de auxilio y explicado mediante señas lo ocurrido. Según la leyenda, se escuchó entonces una voz la cual afirmó que allí se encontraba la tumba de Santa Eufemia:

Aquí está el cuerpo de Santa Eufemia, date prisa a pasarlo con la reverencia debida a la Iglesia de Santa Mariña.

Cumpliendo con el cometido, los restos mortales fueron trasladados y enterrados bajo el altar de la ermita de Santa Mariña, entre las diócesis de Braga y Orense. En 1159 el obispo de Orense, Pedro Seguín, con ayuda de una vecina de Manín de nombre Estefanía, intentó trasladar el cuerpo de la santa a la catedral de la ciudad, lo que contó con la firme oposición de los feligreses de Braga, originándose una disputa entre ambas diócesis. Con el fin de resolver el dilema se tomó la decisión de colocar la urna con el cuerpo de la santa en un carro tirado por bueyes y sepultar sus restos en el lugar adonde los animales se dirigiesen. Los bueyes se encaminaron hacia Orense, deteniéndose en las inmediaciones de la ciudad, en la zona de Seixalbo, lugar donde se erigió un crucero y desde el cual los restos fueron trasladados hasta la capital, explicando este hecho el protagonismo que allí recibe Santa Eufemia, donde tiene dos parroquias y una plaza dedicadas a ella así como un altar colateral ubicado en la capilla mayor de la Catedral de Orense, lugar donde se veneran sus reliquias, una de las cuales, la sábana de lino que cubría su cuerpo cuando fue trasladado (datada en el siglo xii), era empleada antiguamente para envolver en ella a los enfermos bajo la creencia de sus propiedades curativas. El anillo hallado en su tumba, otra de sus reliquias, fue custodiado en la catedral hasta su desaparición en el siglo xvi. Según Ambrosio de Morales, el culto a Santa Eufemia se extendió a otros lugares fuera de Galicia, como el antiguo Reino de León, llegando el propio Fernando II de León a ser curado de una grave enfermedad supuestamente por intercesión de la santa y de San Martín de Tours en 1160. El 23 de junio de 1720, Muñoz de la Cueva colocó el cuerpo de Santa Eufemia de modo solemne junto a las reliquias de los mártires Facundo y Primitivo en la capilla mayor de la catedral, muy cerca de su anterior sepulcro.

## Apropiación
Debido al escaso registro documental y a la dudosa veracidad de los datos hagiográficos, existe la posibilidad de que aunque Eufemia de Orense y Eufemia de Calcedonia sean dos santas distintas, una de ellas tome datos y hechos hagiográficos de la otra, conocido esto como «apropiación» (fenómeno mediante el cual se produce la adaptación de los elementos que conforman la concepción de un santo de un determinado lugar a otro). Debido a que el culto a Eufemia de Calcedonia es anterior, el autor José Ramón Hernández Figueiredo llegó a la conclusión de que la hagiografía de Eufemia de Orense fue construida, por un lado, a partir de algunos de los datos conocidos sobre Eufemia de Calcedonia, y por otro, mediante leyendas propias de los relatos hagiográficos.

## Galería de imágenes

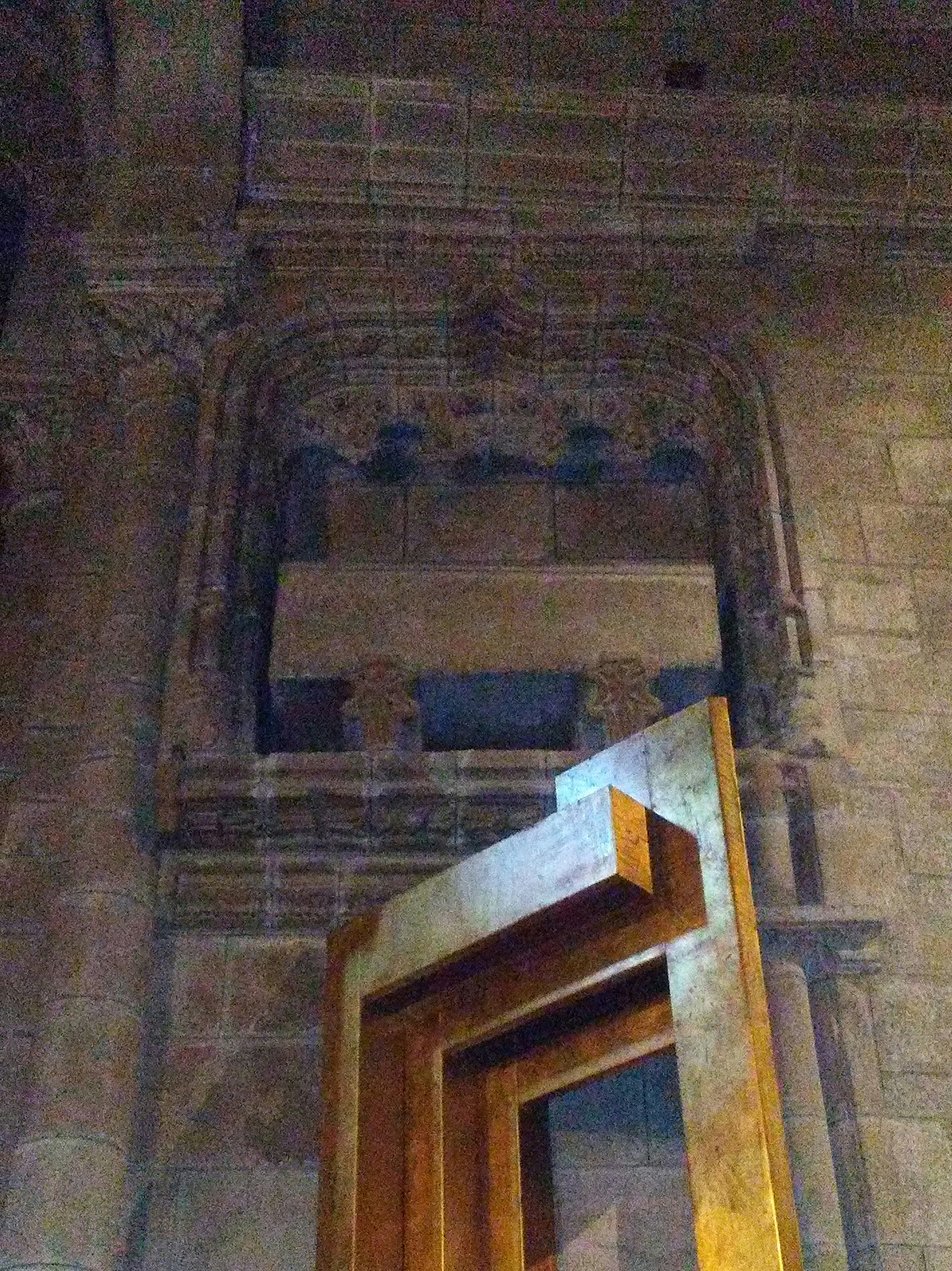
Sepulcro primitivo de Santa Eufemia.
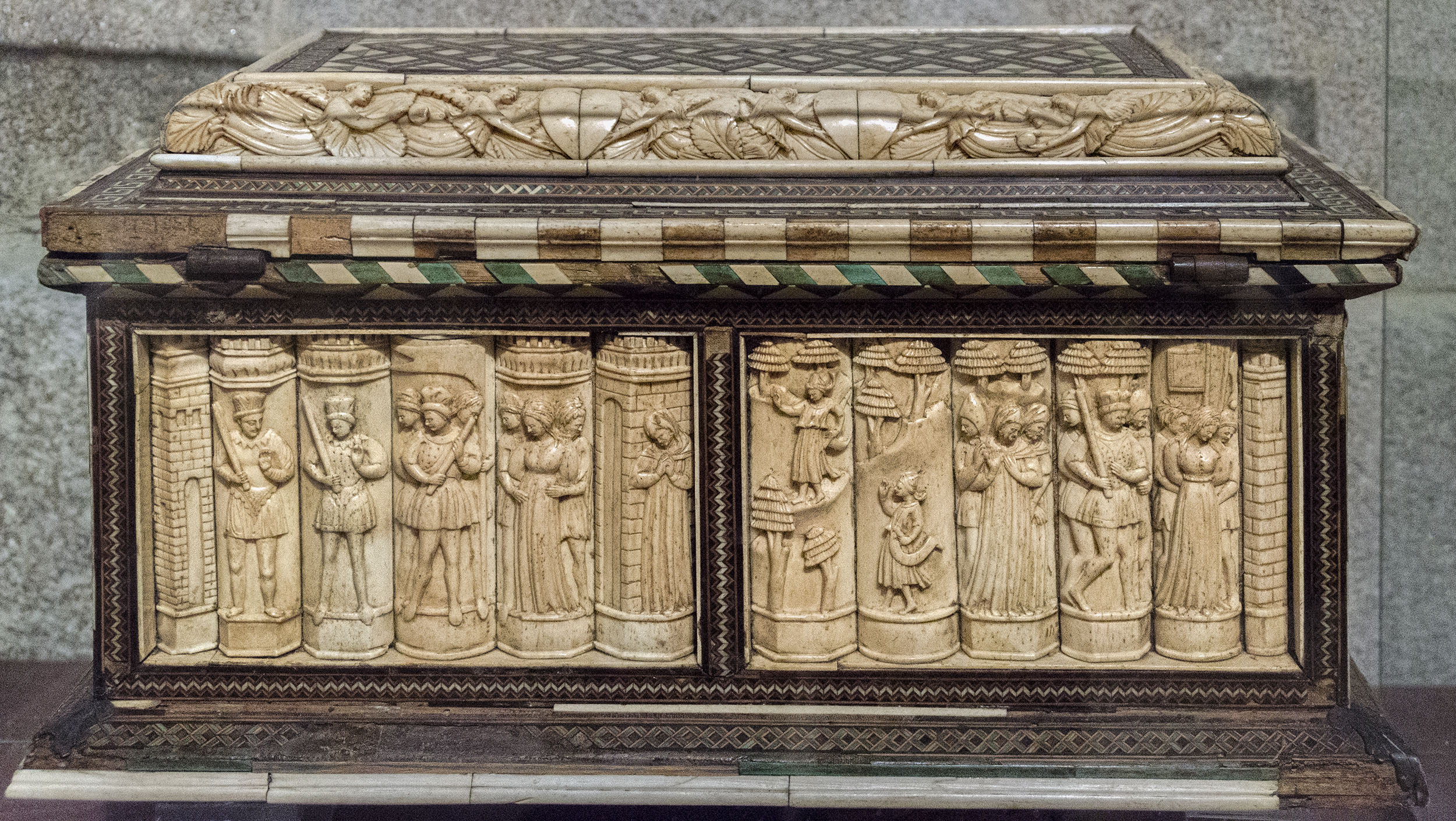
Arqueta de Santa Eufemia, la cual albergó en su momento las reliquias de la santa.
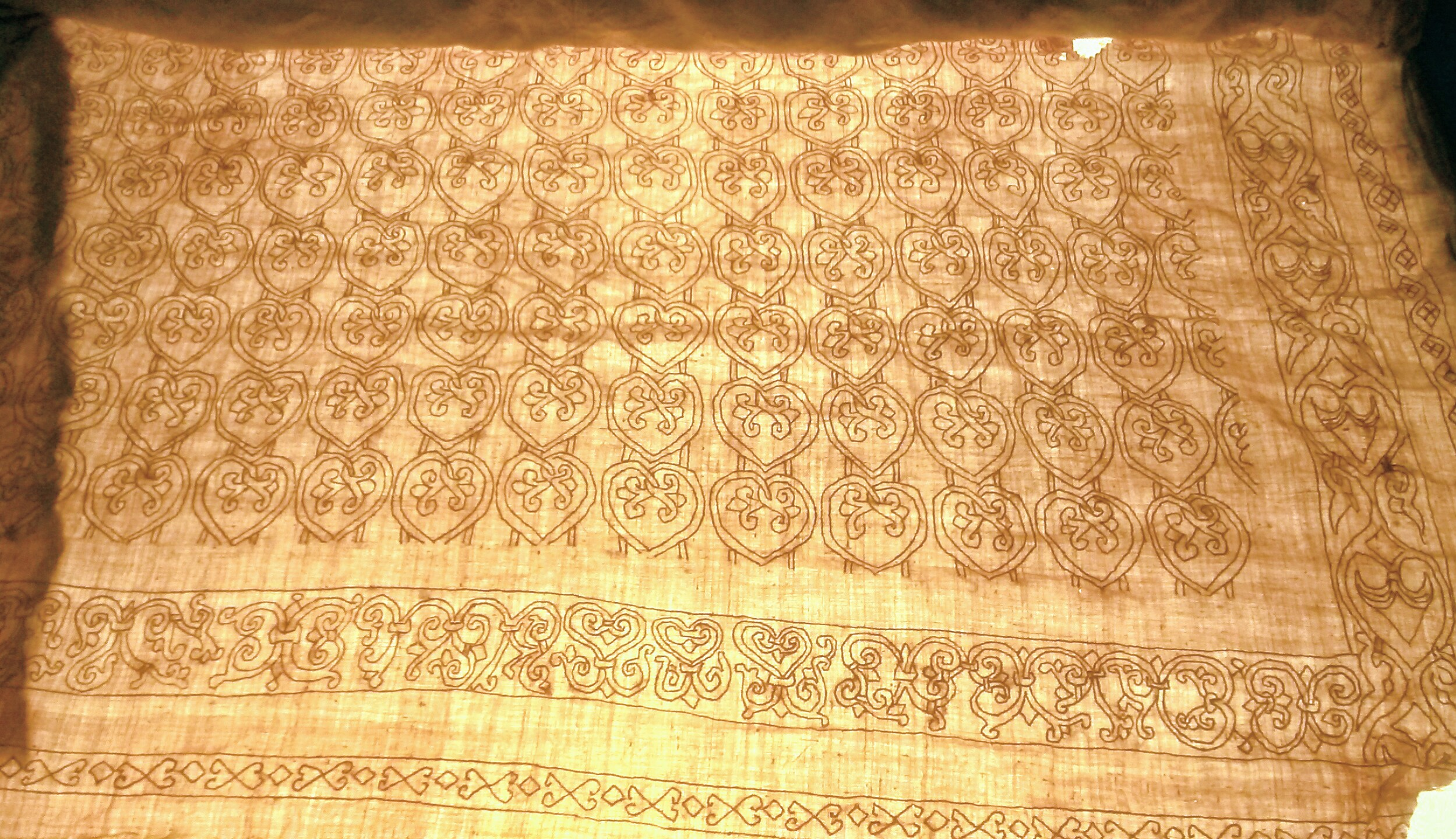
Sábana de Santa Eufemia.
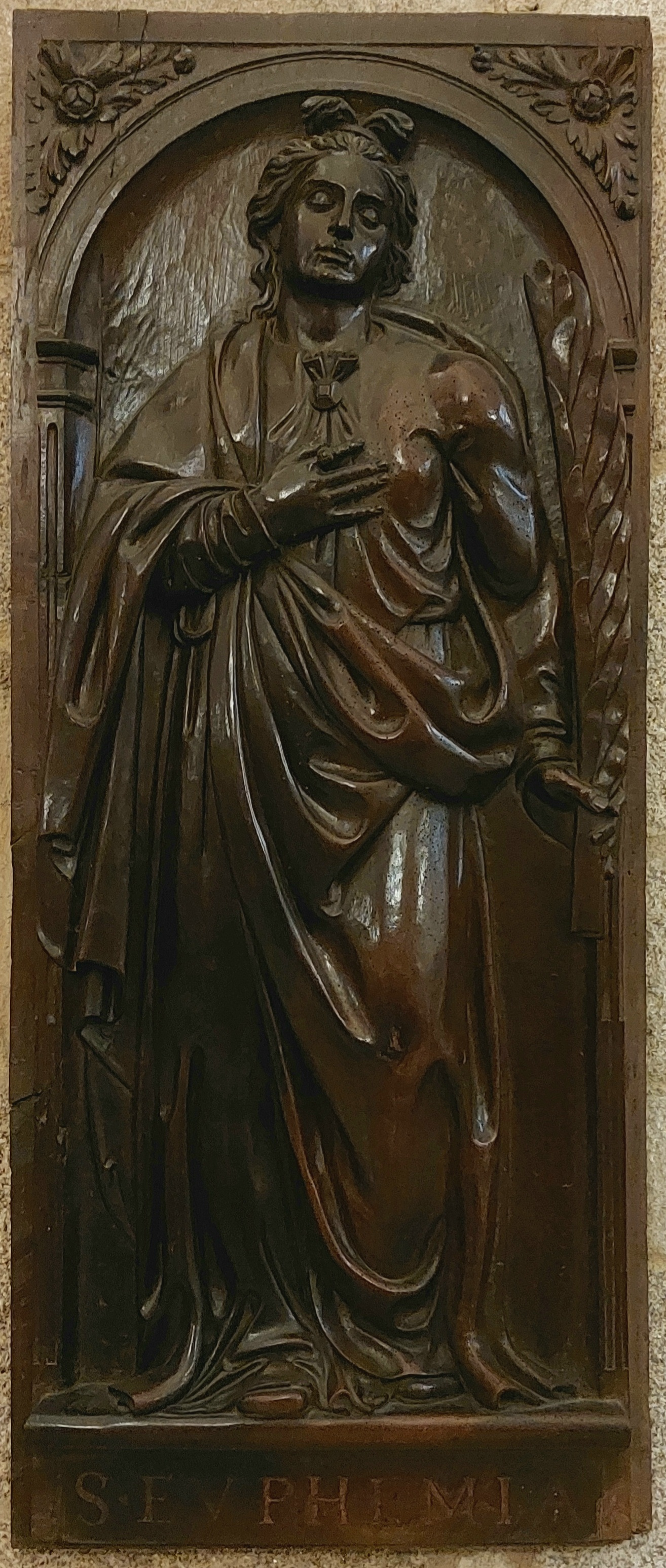
Relieve de Santa Eufemia en una de las tablas del coro de la Catedral de Orense.